# Stipler
Stipler även kallade amfigastrier eller bukblad är bladlika bildningar i par vid bladskaftets bas. Stipelslida är en kring stjälken sluten rörlik slida som går uppåt från ledknutarna; särskilt hos slideväxterna. Stipler kan också vara omvandlade till stipeltornar som då alltid sitter i par vid en bladbas. När bladet fälls sitter stipeltornarna kvar, men då parvis runt ett bladärr eller runt ett nytt skott.

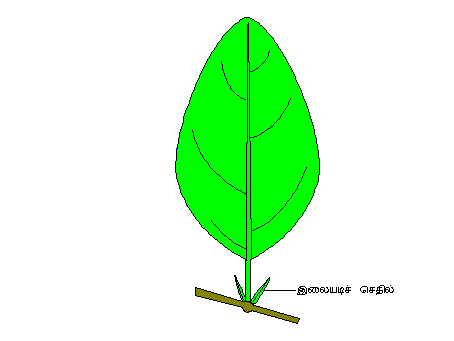
Principen för stipler.
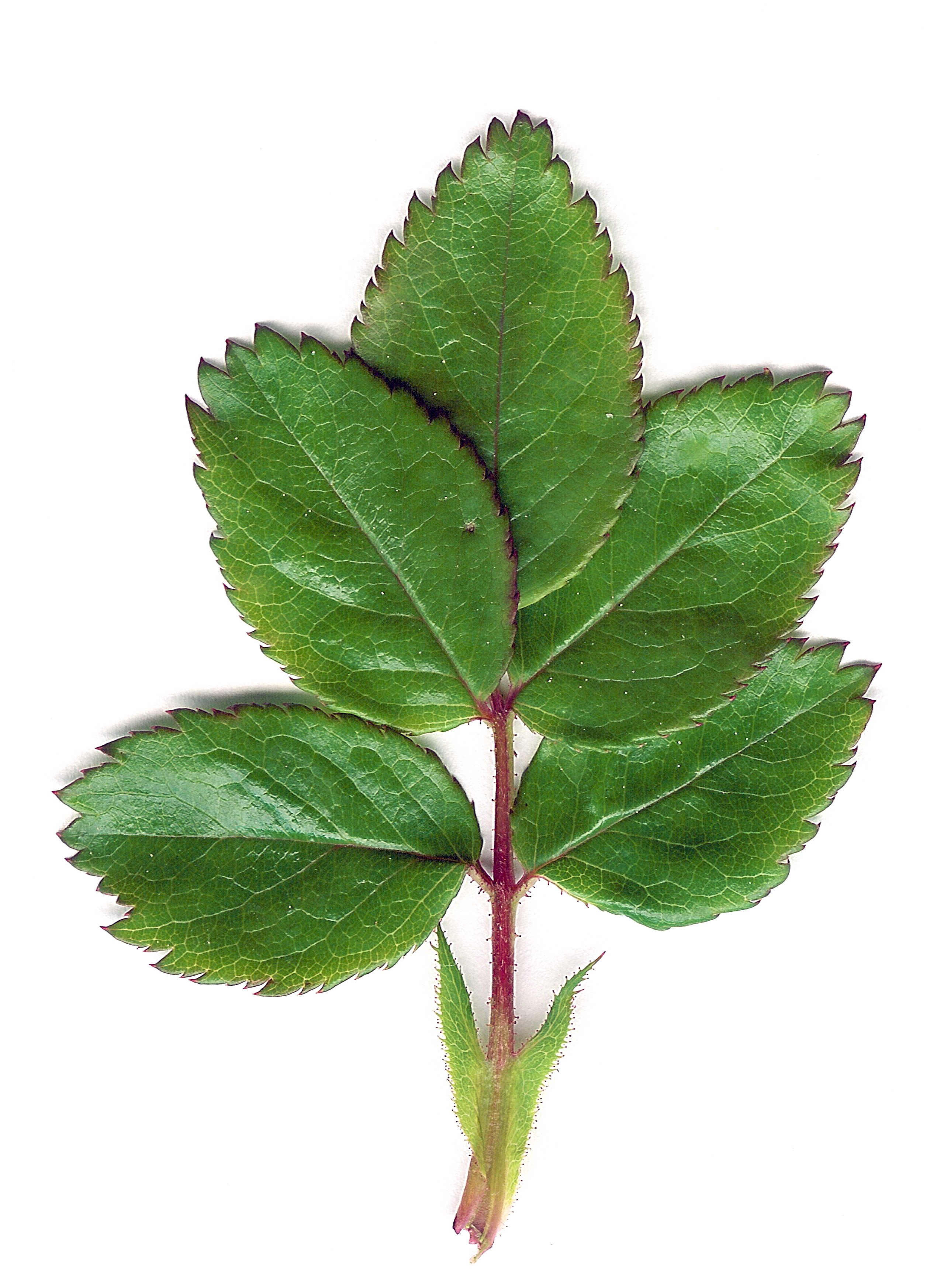
Stipler hos ros.
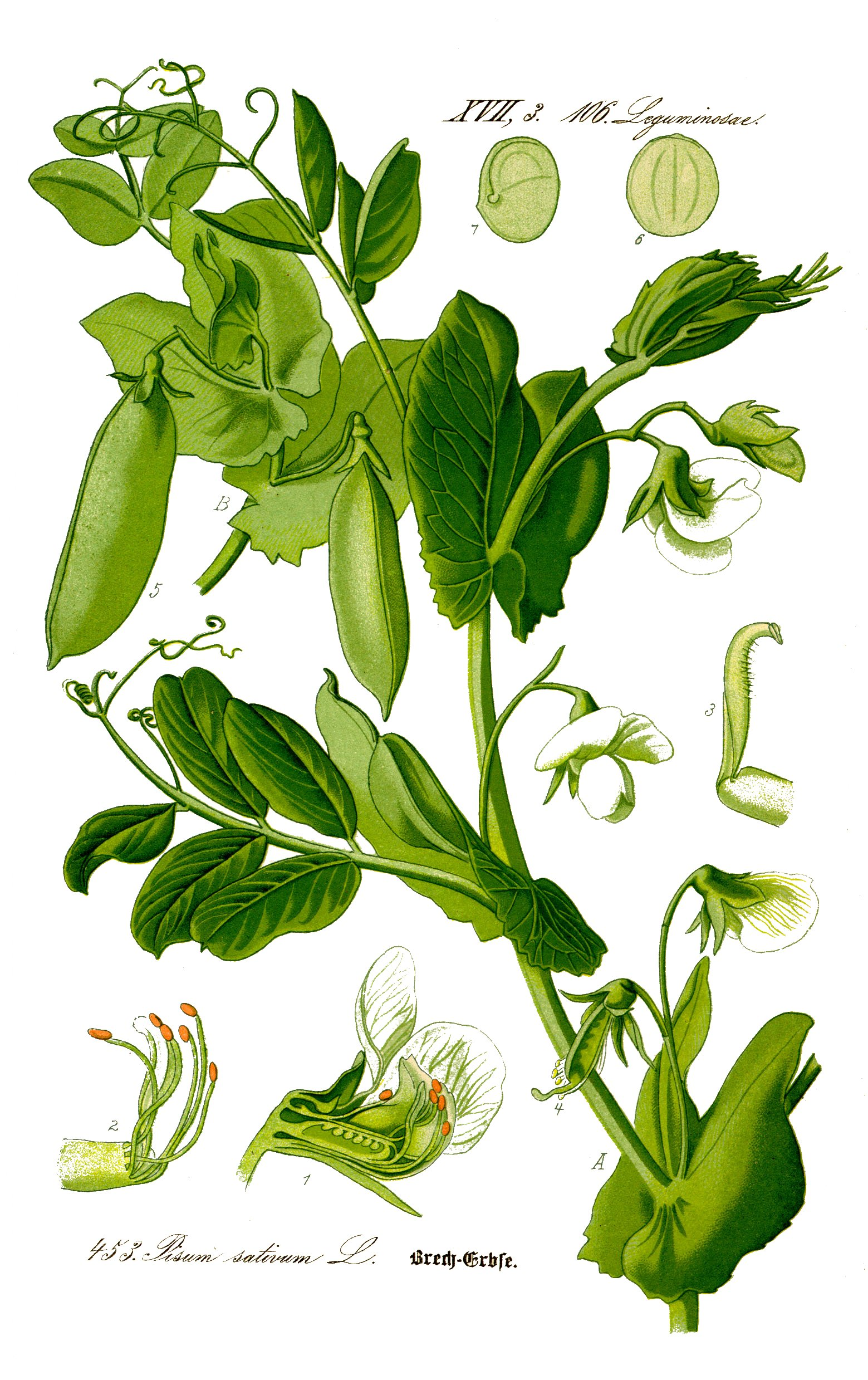
Stora stipler hos Pisum sativum.
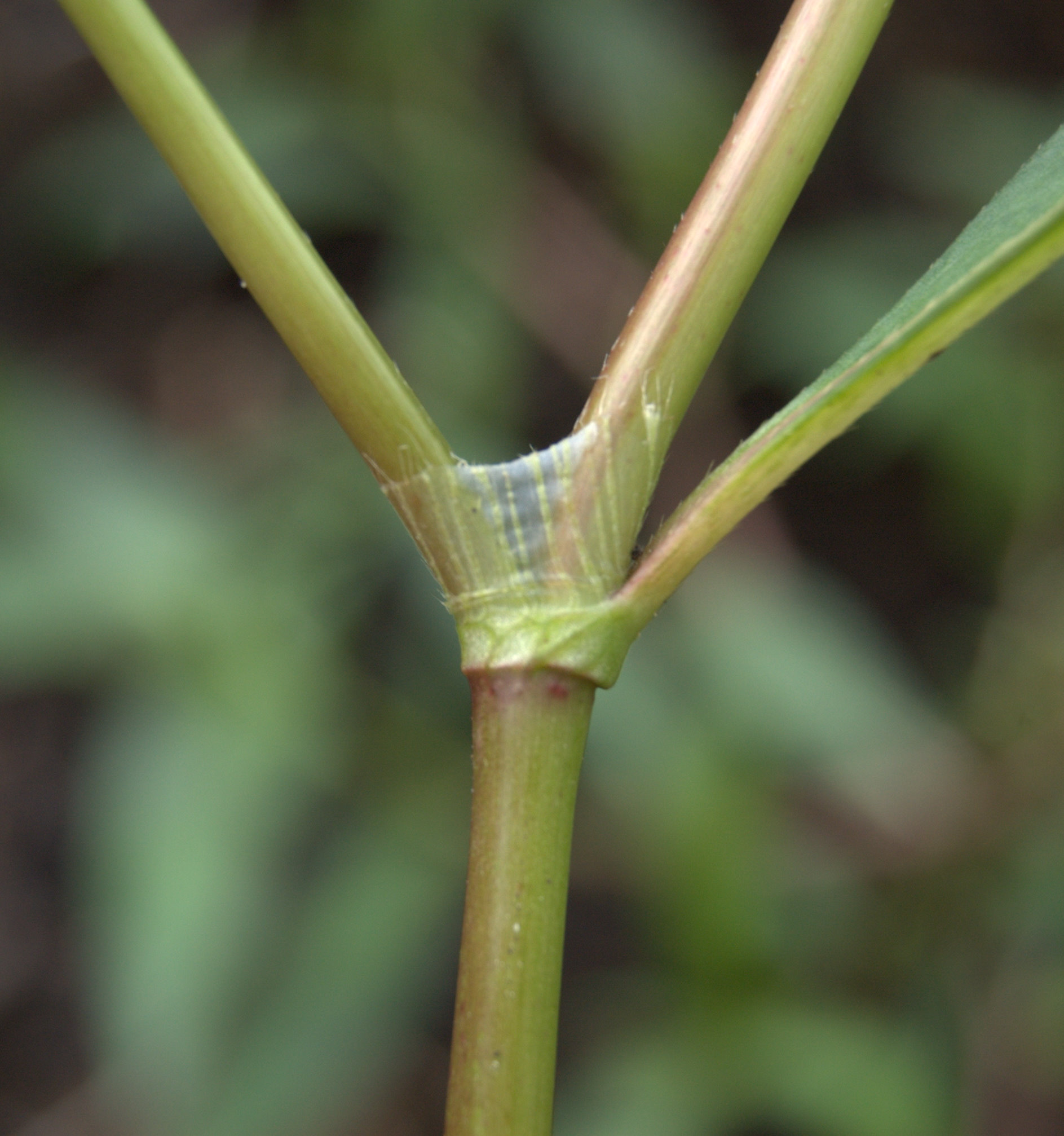
Stipelslida hos åkerpilört.
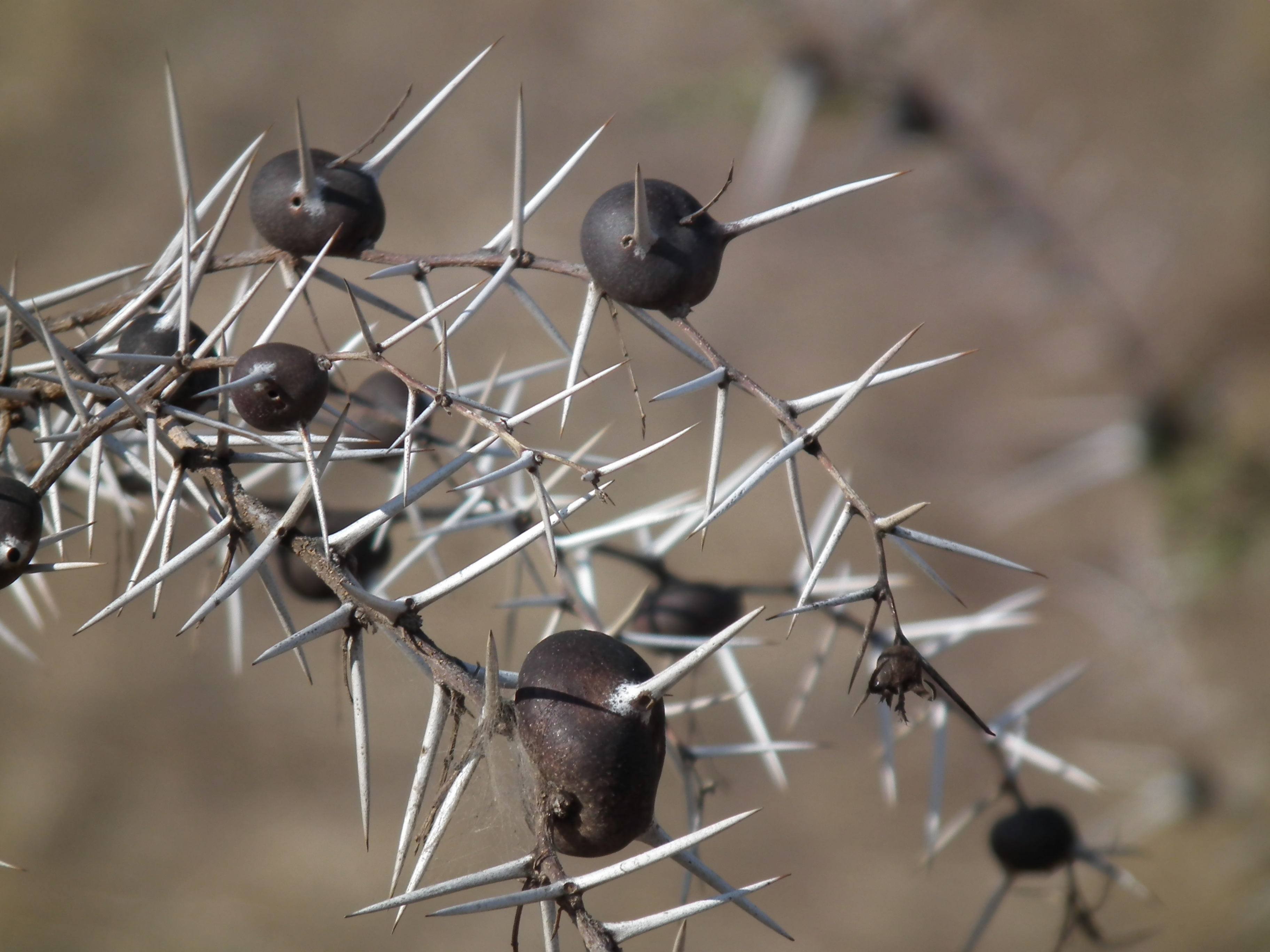
Stipeltornar hos en Acacia-art.